# 埃讷蒙
埃讷蒙（法語：Hennemont，法語發音：[ɛnmɔ̃]）是法国默兹省的一个市镇，属于凡尔登区。

## 地理
埃讷蒙（49°8'1"N, 5°39'58"E）面积10.82 平方千米，位于法国大東部大區默兹省，该省份为法国西北部内陆省份，北与比利时接壤，西接马恩省和阿登省，南至上马恩省和孚日省，东临默尔特-摩泽尔省。
与埃讷蒙接壤的市镇（或旧市镇、城区）包括：布拉基、比济-达尔蒙、居桑维尔、帕雷、帕尔丰德吕、潘特维尔、瓦夫尔城。

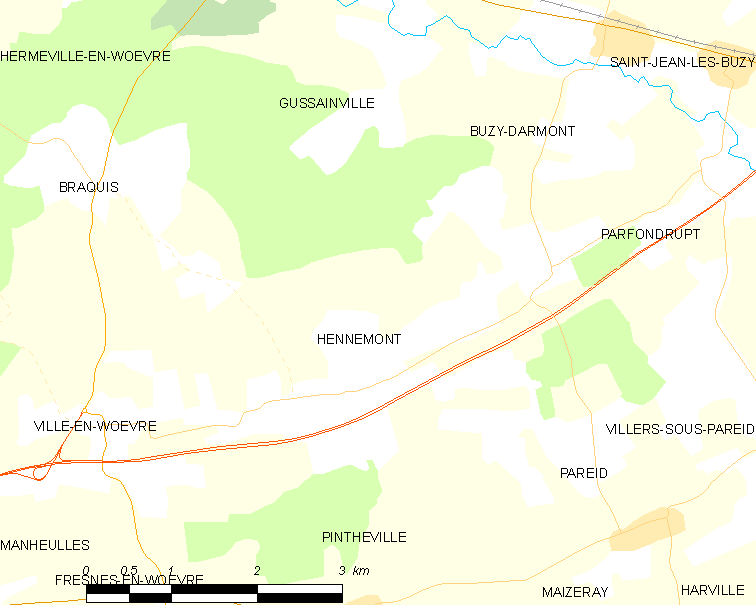
埃讷蒙的OSM定位图

埃讷蒙的时区为UTC+01:00、UTC+02:00（夏令时）。

## 行政
埃讷蒙的邮政编码为55160，INSEE市镇编码为55242。

## 政治
埃讷蒙所属的省级选区为埃坦县。

## 人口

1962-2008年间埃讷蒙人口变化图示

埃讷蒙于2022年1月1日时的人口数量为111人。